# Бызина, Нина Ивановна
Нина Ивановна Бызина (3 июня 1930, Уфа — 20 апреля 2024) — советская оперная певица. Заслуженная артистка РСФСР (1974). Заслуженная артистка Башкирской АССР (1963).

## Биография
Нина Ивановна Бызина родилась 3 июня 1930 года в Уфе.
В 1947 году окончила среднюю школу № 46 (ныне лицей № 46) города Уфы, расположенную на тогдашней окраине уфимского Затона.
Затем в 1952 году окончила Башкирский педагогический институт им. К. А. Тимирязева, но любовь к пению пересилила, и она поступила в Уфимское музыкальное училище.
В 1956 году Нина Бызина окончила Уфимское музыкальное училище по классу Р. Л. Фишер, которая помогла отшлифовать сильный природный голос Нины Бызиной и выработать хорошую исполнительскую технику. Молодую певицу, обладающую поставленным лирико-драматическим сопрано редкого тембра, приняли в Башкирский государственный театр оперы и балета (Уфа).
В 1956—1986 годах Нина Бызина работала солисткой Башкирского театра оперы и балета. Дебютной для Нины Ивановны стала партия Лакме в одноимённой опере Лео Делиба в 1956 году, которую уфимская публика приняла с восторгом.
За 30 лет работы в театре Нина Ивановна спела десятки партий в операх русского и зарубежного классического репертуара. Ей удавались роли и в комической опере, и в оперетте. Актрису отличали высокая исполнительская техника, эмоциональность и выразительность, артистичность.
Певица выступала с известными певцами Магафуром Хисматуллиным, Борисом Ториком, Иваном Ивашковым, Хабиром Галимовым и многими другими мастерами сцены. Это был период, когда дирижёрами театра были  Валерий Руттер, Исаак Альтерман, Нариман Сабитов и Гайнетдин Муталов.
В последующие годы Нина Ивановна исполняла партии Леоноры и Джильды («Трубадур» и «Риголетто» Джузеппе Верди), Лейлы и Микаэлы («Искатели жемчуга» и «Кармен» Жоржа Бизе), Марфы («Царская невеста» Николая Римского-Корсакова), Мюзетты («Богема» Джакомо Пуччини), Розины («Севильский цирюльник» Джоакино Россини), Иоланты («Иоланта» Петра Чайковского), Адины («Любовный напиток» Гаэтано Доницетти), Адель («Летучая мышь» И.Штрауса) и другие классические партии.
Концертный репертуар певицы составляли произведения русской и зарубежной вокальной классики, песни и романсы башкирских композиторов Х. Ф. Ахметова, З. Г. Исмагилова, Ш. З. Кульборисова, Р. А. Муртазина, Н. Г. Сабитова, Р. В. Сальманова.
Нина Ивановна успешно выступала на Декаде башкирской литературы и искусства в Москве (1955), на пленумах Союза композиторов РСФСР, в Кремлёвском театре.
На Первом республиканском фестивале творческой молодёжи певица стала лауреатом. Нина Бызина удостаивалась звания дипломанта Всероссийского конкурса музыкальных и драматических театров, лауреата конкурса вокалистов, посвящённого 100-летию со дня рождения В. И. Ленина (1970). Певица часто выступала на радио и телевидении. Активно сотрудничала с оперными театрами Свердловска, Челябинска, Минска, Перми и других театров страны.
За большие заслуги и значительный вклад в развитие культуры и музыкального искусства Нина Ивановна Бызина отмечена почётными званиями «Заслуженная артистка РСФСР» (1974), «Заслуженная артистка Башкирской АССР» (1963).
На заслуженный отдых вышла в 1986 году.
Скончалась 20 апреля 2024 года на 94-м году жизни.